# Tiago da Rocha Vieira
Tiago Da Rocha Vieira, conocido como Tiaguinho o simplemente Tiago (Río de Janeiro, 4 de junio de 1994-La Unión, Colombia, 28 de noviembre de 2016), fue un futbolista brasileño. Jugaba como mediocampista con el Chapecoense, finalizando su carrera debido a su muerte en un accidente aéreo.

## Vida personal
Tiago conoció a su esposa Grazile en la escuela, cuando este tenía 14 y ella 12. Cuando Graziele terminó la escuela, este se puso feliz y tan pronto regreso a su ciudad, Tiago buscó su antiguo amor de la escuela. Ambos no se veían hacia dos años. Estuvieron de novios por 4 años. Da Rocha Vieira se casó con su novia Graziele de Aquino Alves, el 12 de diciembre de 2015. Se fueron a vivir a Chapecó, donde se encontraba el equipo de Chapecoense.
La pareja iba a cumplir un año de casados en dos semanas, pero Tiago murió antes de esa fecha. 
Tiaguinho antes de viajar a Colombia para jugar la final de la Copa Sudamericana recibió la noticia de que iba a ser papá, en un vídeo que conmovió al mundo. Sus compañeros ayudaron a su esposa a mandarle el mensaje que estaba embarazada y grabaron el momento en el cual este reacciona a la noticia.
De acuerdo con su prima Gilmara Marins, este siempre quiso ser un padre joven. El 19 de julio de 2017 a las 9:25 PM, nació el hijo de Tiaguinho. Su madre lo llamó como su padre. Pesó 3,670 g. y midió 49 cm

## Fallecimiento
El 28 de noviembre de 2016, Tiago, equipo técnico y compañeros de equipo del Chapecoense se dirigían desde Santa Cruz de la Sierra, Bolivia a Medellín, Colombia para disputar la final de la Copa Sudamericana 2016 frente a Atlético Nacional, cuando de pronto, la aeronave del vuelo 2933 de LaMia se estrelló en el municipio de La Unión en Colombia, a 5 minutos de su destino. Él y otros 70 pasajeros en el vuelo, fallecieron.

## Palmarés

### Títulos internacionales
| Título            | Equipo      | Sede            | Año  |
| ----------------- | ----------- | --------------- | ---- |
| Copa Sudamericana | Chapecoense | América del Sur | 2016 |